# Armadillidium ameglioi
Armadillidium ameglioi is een pissebed uit de familie Armadillidiidae. De wetenschappelijke naam van de soort is voor het eerst geldig gepubliceerd in 1913 door Arcangeli.